# Calospila irene
Calospila irene is een vlindersoort uit de familie van de prachtvlinders (Riodinidae), onderfamilie Riodininae.
Calospila irene werd in 1851 beschreven door Westwood.